# Mireille Darc
Mireille Darc (nom real, Mireille Aigroz; Toló, 15 de maig de 1938 - París, 28 d'agost del 2017) fou una actriu de cinema i de teatre i directora francesa, provençal, que ha esdevingut una de les més famoses de la seva generació a França.

## Biografia
Mireille Aigroz tria com a nom d'escena Mireille Darc, a continuació l'adopta oficialment com a nom d'ús.
Mireille Aigroz té orígens suïssos de Combremont-le-Petit en el cantó de Vaud. Passa la seva primera infantesa a Toló, la seva ciutat natal. Poc després de la declaració de guerra, els seus pares, Marcel Aigroz (1901-1989) i Gabrielle Reynaudo (1902-1994), l'envien a Suïssa amb els seus dos germans grans, a prop de les seves ties paternes. Després, els nens tornen a Toló on la seva mare té una petita botiga i el seu pare és jardiner. La família viu de manera senzilla i fins i tot, en certes èpoques, pobrament (vegeu la seva autobiografia). Va a l'escola de Valbourdin, després al col·legi de nenes, abans d'entrar al conservatori de Toló, escola llavors gratuïta. En surt el 1957 amb un premi d'excel·lència així com una carta de recomanació i decideix fer-se actriu.
Va a París el 1959 i tria el pseudònim Darc per referència a Joana d'Arc i a « l'Arc, el riu del seu infantesa ». Es guanya la vida per pagar els cursos de teatre de Maurice Escande posant per a un pintor però igualment per a fotonovel·les. Fa també de model i de cangur. Té un petit paper al teatre on reemplaça immediatament i sense preparar-se una actriu malalta abans de començar la carrera davant la càmera.
La televisió la dona a conèixer gràcies a la Grande Bretèche de Claude Barma el 1960 i a Hauteclaire de Jean Prat el 1961, on encarna el paper femení principal. Georges Lautner, amb qui rodarà tretze pel·lícules, va fer d'ella una estrella, sobretot amb Les Barbouzes l'any 1964 on té el seu primer paper principal.

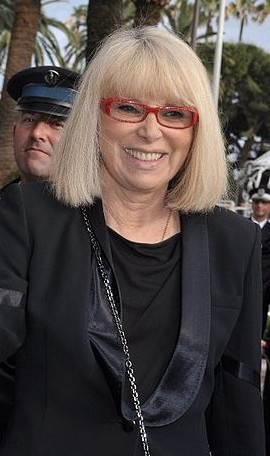
Mireille Darc al festival de Cannes 2010

El seu primer paper important al cinema és Pouic-Pouic dirigida per Jean Girault el 1963, on fa el paper de la filla de Léonard i Cynthia Monestier, encarnats per Louis de Funès i Jacqueline Maillan.
El 1964 i 1965, roda Des pissenlits par la racine  al costat de Michel Serrault i Louis de Funès així com Galia de Georges Lautner. Hi encarna una jove lliure, que  canvia d'amant com li plau.
Actua al costat d'Alain Delon en L'Home acuitat, La mort d'un home corrupte, Madly, Jeff, Els Sins de gelat, Borsalino i el 2003 amb ell en la sèrie de  televisió Frank Riva.
Fa el paper de la strip-teaseuse de  Fantasia chez les ploucs, i el de madame Michalon a Ne nous fâchons pas. També el paper de Georgina en  La Chasse à l'homme de Édouard Molinaro.
Els anys 1970, roda encara amb Georges Lautner en  Il était une fois un flic  (1971) o en La Maleta (1973), però sobretot amb Pierre Richard amb  Le Grand Blond avec une chaussure noire  (1972) a continuació Le Retour du grand blond (1974) de Yves Robert on fa sensació amb un vestit ultra-sexy. Aquests papers li permeten confirmar el seu estatus de sex-symbol i d'actriu far del començament dels anys 1970.
Els anys 1980, la seva carrera és interrompuda per una operació a cor obert realitzada pel professor Christian Cabrol. Després, de resultes d'un accident de cotxe en un túnel en la Vall d'Aosta, en el qual queda greument ferida (la columna vertebral fracturada la immobilitza durant tres mesos enguixada a l'hospital de Ginebra), i la seva separació d'Alain Delon després de quinze anys de vida comuna, abandona llavors el cinema i torna a la televisió els anys 1990. Hi interpreta nombrosos papers. És una burgesa temible en Les Cœurs brûlés o Les Yeux d'Hélène. Segueixen Terre indigo, Le Bleu de l'océan i Frank Riva on retroba Alain Delon. Ha realitzat igualment  una sèrie de reportatges de societat per France Televisions.
El 2006, Jacques Chirac va posar a Mireille Darc la insígnia de la Legió d'Honor. A principis de 2007, va pujar als escenaris per interpretar Els ponts de Madison al Théâtre Marigny en companyia d'Alain Delon. Des de 2005, Mireille Darc va ser la padrina de l'associació humanitària La Chaîne de l'espoir per la qual ha rebut el Premi Clarins l'any 2006. Des de 2008, Mireille Darc va ser la padrina de l'operació + de Vida, operació de solidaritat per millorar el dia a dia de les persones grans hospitalitzades.
El desembre de 2015, va realitzar el documental Elles sont des dizaines de milliers sans abri, difós a France 2.

## Teatre
| Any  | Obra                                 | Autor               | Director       | Teatre                   |
| ---- | ------------------------------------ | ------------------- | -------------- | ------------------------ |
| 2007 | Els ponts de Madison                 | Robert James Waller | Anne Burgès    | Théâtre Marigny          |
| 1984 | Chapitre II                          | Neil Simon          | Pierre Mondy   | Théâtre Édouard VII      |
| 1965 | Pieds nus dans le parc               | Neil Simon          | Pierre Mondy   | Théâtre de la Madeleine  |
| 1964 | Foto-Finish                          | Peter Ustinov       | Peter Ustinov  | Théâtre des Ambassadeurs |
| 1962 | Les Femmes aussi ont perdu la guerre | Curzio Malaparte    | Raymond Gérôme | Théâtre des Mathurins    |

## Filmografia
| Any  | Film                                                                | Director                                       | Paper                             |
| ---- | ------------------------------------------------------------------- | ---------------------------------------------- | --------------------------------- |
| 1986 | La Vie dissolue de Gérard Floque                                    | Georges Lautner                                | Jocelyne Domange                  |
| 1984 | Réveillon chez Bob                                                  | Édouard Molinaro                               | Madeleine                         |
| 1983 | Si elle dit oui... je ne dis pas non                                | Claude Vital                                   | Catherine                         |
| 1983 | L'Été de nos 15 ans                                                 | Marcel Jullian                                 | Hotel customer                    |
| 1982 | Jamais avant le mariage                                             | Daniel Ceccaldi                                | Elisabeth                         |
| 1981 | Pour la peau d'un flic                                              | Alain Delon                                    | Cameo: La Grande sauterelle       |
| 1978 | Les Ringards                                                        | Robert Pouret                                  | Annie Garmiche                    |
| 1977 | La mort d'un home corrupte (Mort d'un pourri)                       | Georges Lautner                                | Françoise                         |
| 1977 | Man in a Hurry                                                      | Édouard Molinaro                               | Edwige                            |
| 1977 | The Passengers                                                      | Serge Leroy                                    | Nicole                            |
| 1976 | L'Ordinateur des pompes funèbres                                    | Gérard Pirès                                   | Charlotte                         |
| 1975 | Le Téléphone rose                                                   | Edouard Molinaro                               | Christine                         |
| 1974 | Le retour du grand blond                                            | Yves Robert                                    | Christine                         |
| 1974 | Dis-moi que tu m'aimes                                              | Michel Boisrond                                | Victoire Danois                   |
| 1974 | Borsalino & Co                                                      | Jacques Deray                                  | Cameo: A prostitute in the street |
| 1974 | Les Seins de glace                                                  | Georges Lautner                                | Peggy Lister                      |
| 1974 | OK patron                                                           | Claude Vital                                   | Mélissa                           |
| 1974 | La Valise                                                           | Georges Lautner                                | Françoise                         |
| 1974 | Il n'y a pas de fumée sans feu                                      | André Cayatte                                  | Olga Leroy                        |
| 1972 | Le Grand Blond avec une chaussure noire                             | Yves Robert                                    | Christine                         |
| 1972 | Il était une fois un flic                                           | Georges Lautner                                | Christine                         |
| 1971 | Laisse aller... c'est une valse                                     | Georges Lautner                                | Carla                             |
| 1971 | Fantasia chez les ploucs                                            | Gérard Pirès                                   | Caroline                          |
| 1970 | Madly                                                               | Roger Kahane                                   | Agatha                            |
| 1970 | Borsalino                                                           | Jacques Deray                                  | Cameo: A Prostitute               |
| 1970 | Elle boit pas, elle fume pas, elle drague pas, mais... elle cause ! | Michel Audiard                                 | Francine                          |
| 1969 | Monte Carlo or Bust!                                                | Ken Annakin                                    | Marie-Claude                      |
| 1969 | Jeff                                                                | Jean Herman                                    | Eva                               |
| 1968 | Summit                                                              | Giorgio Bontempi                               | Annie                             |
| 1967 | Weekend                                                             | Jean-Luc Godard                                | Corinne                           |
| 1967 | Fleur d'oseille                                                     | Georges Lautner                                | Catherine                         |
| 1967 | The Blonde from Peking                                              | Nicolas Gessner                                | Erica Olsen                       |
| 1967 | La Grande Sauterelle                                                | Georges Lautner                                | Salene                            |
| 1966 | À belles dents                                                      | Pierre Gaspard-Huit                            | Eva Ritter                        |
| 1966 | Ne nous fâchons pas                                                 | Georges Lautner                                | Eglantine Michalon                |
| 1966 | Balearic Caper (1966)                                               | José María Forqué                              | Polly                             |
| 1966 | Du rififi à Paname                                                  | Denys de La Patellière                         | Lili Princesse                    |
| 1966 | Galia                                                               | Georges Lautner                                | Galia                             |
| 1965 | Les Bons Vivants                                                    | Gilles Grangier, Georges Lautner               | Marie Cruchet                     |
| 1964 | The Great Spy Chase                                                 | Georges Lautner                                | Amaranthe                         |
| 1964 | Male Hunt                                                           | Edouard Molinaro                               | Georgina                          |
| 1964 | Salad by the Roots                                                  | Georges Lautner                                | Rockie La Braise                  |
| 1964 | Les Durs à cuire                                                    | Jack Pinoteau                                  | Josette                           |
| 1964 | Monsieur                                                            | Jean-Paul Le Chanois                           | Suzanne                           |
| 1963 | Pouic-Pouic                                                         | Jean Girault                                   | Patricia Monestier                |
| 1963 | People in Luck                                                      | Philippe de Broca, Jean Girault, Jack Pinoteau | Jacqueline                        |
| 1962 | Virginie                                                            | Jean Boyer                                     | Brigitte                          |
| 1961 | ¿Pena de muerte?                                                    | José María Forn                                |                                   |
| 1961 | Les Nouveaux Aristocrates                                           | Francis Rigaud                                 | Milou Rivoire                     |
| 1961 | Mourir d'amour                                                      | José Bénazéraf, Dany Fog                       | Mariette                          |
| 1961 | Please, Not Now!                                                    | Roger Vadim                                    | Marie-Jeanne                      |
| 1960 | Les distractions                                                    | Jacques Dupont                                 | -                                 |

## Vida personal
També fou coneguda per la seva llarga relació amb l'actor francès Alain Delon, amb qui visqué alguns anys.